# 暗殺された人物の一覧
暗殺された人物の一覧（あんさつされたじんぶつのいちらん）は、暗殺された（著名な）人物の地域別一覧である。

## 国別

### アイルランド
- マイケル・コリンズ（1922）
- ヴェロニカ・ゲリン（1996）

### アフガニスタン
- ハビーブッラー・ハーン(1919) - 国王（アミール）
- ムハンマド・ナーディル・シャー(1933) - 国王
- ムハンマド・ダーウード(1978) - 大統領
- Adolph Dubs, (1979), U.S. ambassador to Afghanistan.
- ヌール・ムハンマド・タラキー(1979) - 革命評議会議長
- ハフィーズッラー・アミーン(1979) - 革命評議会議長
- ムハンマド・ナジーブッラー(1996) - 革命評議会議長（のち大統領）（ノートを参照して下さい。）
- アブドゥルアリー・マザーリー(1996) - イスラム統一党党首
- アフマド・シャー・マスード(2001) - 北部同盟リーダー
- アブドル・ハク(2001) - 北部同盟指揮官
- アブドル・カディル(2002) - 副大統領
- アブドゥール・ラフマン(2002) - 民間航空・観光相
- ブルハーヌッディーン・ラッバーニー(2011) - 高等和平評議会議長、元大統領

### アメリカ合衆国
- ジョセフ・スミス・ジュニア（1844）
- チャールズ・ベント（1847)
- ヘンリー・ヒュースケン（1861）
- エイブラハム・リンカーン（1865） - リンカーン大統領暗殺事件
- トマス・ハインドマン（1868）
- ジェームズ・ガーフィールド（1881） - ガーフィールド大統領暗殺事件
- ジェシー・ジェームズ（1882）
- ウィリアム・マッキンリー（1901）-  マッキンリー大統領暗殺事件
- ヒューイ・ロング（1935）
- ジョン・F・ケネディ（1963） - ケネディ大統領暗殺事件
- リー・ハーヴェイ・オズワルド（1963）
- マルコム・X（1965）
- ジョージ・リンカーン・ロックウェル（1967）
- マーティン・ルーサー・キング・ジュニア（1968）
- ロバート・ケネディ（1968） - ロバート・ケネディ暗殺事件
- フレッド・ハンプトン（1969）
- ハーヴェイ・ミルク（1978）
- レオ・ライアン（1978）
- ジョン・レノン（1980） - ジョン・レノンの殺害
- ヒューイ・P・ニュートン（1989）
- メイル・カハネ（1990）
- ヨアン・ペテル・クリアーノ（1991）

### イギリス
- ダンカン1世 (スコットランド王) (1040)
- トマス・ベケット（1170）
- ワット・タイラー（1381）
- トマス・オブ・ウッドストック（1397）　グロスター公
- リチャード2世（1400）
- ジェームズ1世 (スコットランド王) (1437)
- ウィリアム・ド・ラ・ポール（1450）　サフォーク公
- ヘンリー6世（1471）
- クリストファー・マーロウ（1593）
- ジョージ・ヴィリアーズ（1628）　バッキンガム公
- スペンサー・パーシヴァル（1812）
- ウォルター・ギネス（1944）
- ルイス・マウントバッテン（1979）
- アレクサンドル・リトビネンコ（2006）
- ジョー・コックス（2016）
- デイビッド・エイメス（2021）

### イスラエル
- フォルケ・ベルナドッテ（1948）
- メイル・カハネ（1990）
- イツハク・ラビン (1995)
- ビニャミン・ゼエヴ・カハネ (2000)
- レハバム・ゼエビ（2001）

### イタリア
- タルクィニウス・プリスクス（BC579）
- セルウィウス・トゥッリウス（BC534）
- ティベリウス・グラックス（BC132）
- グナエウス・ポンペイウス（BC48）
- ガイウス・ユリウス・カエサル（BC44）
- マルクス・トゥッリウス・キケロ（BC38）
- 小ドルスス（23）
- カリグラ（41）
- 小アグリッピナ（59）
- ガルバ（69）
- コンモドゥス（192）
- ペルティナクス（193）
- カラカラ（217）
- ヘリオガバルス（222）
- アレクサンデル・セウェルス（235）
- マクシミヌス・トラクス（238）
- トレボニアヌス（253）
- アエミリアヌス（253）
- ガッリエヌス（268）
- アウレリアヌス（275）
- プロブス（282）
- ヌメリアヌス（284）
- カリヌス（285）
- ベルナボ・ヴィスコンティ（1385）
- ジョヴァンニ・マリーア・ヴィスコンティ（1412）
- ガレアッツォ・マリーア・スフォルツァ（1476）
- ジュリアーノ・デ・メディチ（1478）　ロレンツォ・デ・メディチの弟。
- フアン・ボルジア（1497）
- サレルノ公アルフォンソ（1500）　ナポリ王アルフォンソ2世の息子
- ボルジャ枢機卿（1500）
- アレッサンドロ・デ・メディチ（1537）
- ピエール・ルイージ・ファルネーゼ (1547)
- ロレンツィーノ・デ・メディチ（1548）
- カルロ3世（1854）　パルマ公
- ウンベルト1世（1900）
- ジャコモ・マッテオッティ (1924)
- サルヴァトーレ・ジュリアーノ (1950)
- アルド・モーロ（1978）
- ロベルト・カルヴィ（1982）
- ジョヴァンニ・ファルコーネ(1992)
- パオロ・ボルセリーノ(1992)

### イラク
- イッズッディーン・サリーム(2004)
- アブー・マフディー・アル＝ムハンディス(2020) アメリカ軍による暗殺

### イラン
- アーガー・モハンマド・シャー(1797)
- モルタザー・モタッハリー(1979)
- モハンマド・アリー・ラジャーイー(1981)
- モハンマド・ジャヴァード・バーホナル(1981)
- アリー・サイヤード・シーラーズィー(1999)
- モスタファ・アフマディローシャン(2012)
- ガーセム・ソレイマーニー(2020) アメリカ軍による暗殺

### インド
- アーラムギール2世 (1759)
- マハトマ・ガンディー (1948)
- インディラ・ガンディー（1984）
- ラジーヴ・ガンディー（1991）
- プーラン・デーヴィー（2001）
- シドゥ・ムース・ワラ（2022）

### エジプト
- アンワル・アッ＝サーダート（1981）

### エルサルバドル
- オスカル・ロメロ（1980）

### オーストリア
- エリーザベト（1898）　オーストリア皇后
- フランツ・フェルディナント大公 （1914）
- カール・フォン・シュテュルク（1916）
- エンゲルベルト・ドルフース（1934）

### オランダ
- ウィレム1世（1584年）　オラニエ公
- ピム・フォルタイン（2002）
- テオ・ファン・ゴッホ（2004）

### 韓国・朝鮮
- 金玉均（1894）
- 閔妃（1895） - 乙未事変
- 金九（1949） - 安斗煕による暗殺
- 陸英修（1974） - 文世光事件
- 朴正煕（1979） - 朴正煕暗殺事件/金載圭
- 咸秉春（1983） - ラングーン事件
- 沈相宇（1983） - ラングーン事件
- 安斗煕（1996）
- 金正男（2017） - 金正男暗殺事件

### ギリシャ
- マケドニア国王フィリッポス2世（BC336）
- 東ローマ皇帝コンスタンス2世（668）
- 東ローマ皇帝ユスティニアノス2世（711）
- 東ローマ皇帝フィリピコス・バルダネス（713）
- 東ローマ皇帝レオーン5世（820）
- 東ローマ皇帝ミカエル3世（867）
- 東ローマ皇帝ニケフォロス2世フォカス（969）
- 東ローマ皇帝ロマノス3世アルギュロス（1034）
- 東ローマ皇帝アレクシオス2世コムネノス（1183）
- 東ローマ皇帝アレクシオス4世アンゲロス（1204）
- 東ローマ皇帝イサキオス2世アンゲロス（1204）
- ギリシャ国王ゲオルギオス1世（1913）
- グリゴリス・ランブラキス（1963）

### コロンビア
- ルイス・カルロス・ガラン・サルミエント（1989）
- アンドレス・エスコバル（1994）

### コンゴ民主共和国
- パトリス・ルムンバ（1961）

### サウジアラビア
- ファイサル（1975）

### スウェーデン
- エリク14世（1577）
- グスタフ3世（1792）
- ベルナドッテ伯（1948）
- オロフ・パルメ（1986）
- アンナ・リンド（2003）

### スリランカ
- ソロモン・バンダラナイケ（1959）

### 中国
- 春申君 (BC238)
- 胡亥 (BC207)
- 義帝 (BC206)
- 前少帝 (前漢) (BC184)
- 少帝弘 (BC180)
- 何進 (189)
- 董卓 (192)
- 孫策 (200)
- 孫翊 (204)
- 張飛 (221)
- 諸葛恪 (253)
- 費禕 (253)
- 孫綝 (258)
- 鄧艾 (264)
- 司馬遹 (300)
- 道武帝 (409)
- 前廃帝 (446)
- 太武帝 (452)
- 文帝 (南朝宋) (453)
- 孝明帝 (528)
- 爾朱栄 (530)
- 李建成 (626)
- 中宗 (唐) (710)
- 安禄山 (757)
- 敬宗 (唐) (826)
- 昭宗 (唐) (904)
- 朱全忠 (912)
- 宋教仁 (1913)
- 張作霖 (1928) - 張作霖爆殺事件
- 林彪 (1971) - 林彪事件。公式発表は事故死

### ドイツ
- オットー3世（1002）
- フィリップ（1208）
- アルブレヒト1世（1308）
- アルブレヒト・フォン・ヴァレンシュタイン（1634）
- ヘルマン・フォン・アイヒホルン（1918)
- クルト・アイスナー（1919）
- ローザ・ルクセンブルク（1919）
- カール・リープクネヒト（1919）
- マティアス・エルツベルガー（1921）
- ヴァルター・ラーテナウ（1922）
- ホルスト・ヴェッセル（1930）
- エルンスト・レーム（1934） - 長いナイフの夜
- グレゴール・シュトラッサー（1934） - 長いナイフの夜
- クルト・フォン・シュライヒャー（1934）
- ヴィルヘルム・グストロフ（1936）
- ラインハルト・ハイドリヒ（1942） - エンスラポイド作戦
- ヴィルヘルム・クーベ（1943）
- フランツ・クッチェラ（1944）

### ドミニカ共和国
- パトリア・メルセデス・ミラバル（1960）
- ミネルバ・アルヘンティーナ・ミラバル（1960）
- アントニア・マリア・テレサ・ミラバル（1960）
- ラファエル・トルヒーヨ（1961）

### トルコ
- ムラト1世（1389）
- ジェム（1495）
- ソコルル・メフメト・パシャ（1579）
- オスマン2世（1622）
- イブラヒム（1648）
- シェヴケト・パシャ（1913）
- サバハッティン・アリ（1948）
- フラント・ディンク（2007）

### 日本
- 安康天皇 (456)
- 穴穂部皇子 (587)
- 崇峻天皇 (592)
- 蘇我入鹿 (645) - 乙巳の変（大化の改新）
- 藤原種継 (785)
- 源義忠 (1109)
- 源義朝 (1160)
- 河津祐泰 (1176)
- 上総広常 (1184)
- 一条忠頼 (1184)
- 藤原泰衡 (1189)
- 源頼家 (1204)
- 源実朝 (1219)
- 源仲章 (1219)
- 公暁 (1219) 上記の源実朝と源仲章を暗殺した人物。
- 禅暁 (1220)
- 北条義時 (1224) 死因には諸説あり。暗殺説には複数の容疑者がいる。
- 護良親王 (1335)
- 高師直 (1351)
- 高師泰 (1351)
- 高師世 (1351)
- 高師夏 (1351)
- 日野義資 (1434)
- 足利義教 (1441)
- 上杉憲忠 (1455)
- 太田道灌 (1486)
- 細川政元 (1507)
- 穴山信懸（1512）
- 松平清康 (1535)
- 松平広忠 (1549)
- 大友義鑑 (1550)
- 宗像菊姫 (1551)
- 斯波義統 (1554)
- 織田信行 (1557)
- 足利義輝 (1565)
- 三村家親 (1566)
- 北畠具教 (1576)
- 山中幸盛 (1578)
- 織田信長 (1582) - 本能寺の変
- 森蘭丸 (1582) - 本能寺の変
- 明智光秀 (1582) - 山崎の戦い
- 上野秀政 (1582)
- 蘆名盛隆 (1584)
- 千葉邦胤 (1585)
- 水野忠重 (1600)
- 伊集院忠真 (1602)
- 山田長政 (1630)
- 幡随院長兵衛 (1657)
- シャクシャイン (1669) - シャクシャインの戦い
- 永井尚長 (1680)
- 堀田正俊 (1684)
- 吉良義央 (1703) - 赤穂事件
- 細川宗孝 (1747)
- 相良頼央 (1759)
- 田沼意知 (1784)
- 井伊直弼 (1860) - 桜田門外の変
- 島田左近(1862)
- 佐須伊織 (1862)
- 井上佐一郎 (1862)
- 本間精一郎 (1862)
- 宇郷玄蕃 (1862)
- 目明し猿の文吉 (1862)
- 渡辺金三郎 (1862) - 江州石部事件
- 森孫六 (1862) - 江州石部事件
- 大河原十蔵 (1862) - 江州石部事件
- 上田助之丞 (1862) - 江州石部事件
- 多田帯刀 (1862)
- 森主税 (1862)
- 村上真輔 (1862)
- 塙忠宝 (1862)
- 宇野東桜 (1863)
- 池内大学 (1863)
- 賀川肇 (1863)
- 殿内義雄 (1863)
- 清河八郎 (1863)
- 芹沢鴨 (1863)
- 姉小路公知 (1863) - 朔平門外の変
- 中島名左衛門 (1863)
- 中根市之丞 (1863)
- 松井中務 (1863)
- 鈴木重胤 (1863)
- 中根長十郎 (1863)
- 冷泉為恭 (1864)
- 北角源兵衛 (1864)
- 内山彦次郎 (1864)
- 平岡円四郎 (1864)
- 佐久間象山 (1864)
- 中山忠光 (1864)
- 阿比留嘉助 (1866)
- 真木菊四郎 (1867)
- 淵上郁太郎 (1867)
- 武田観柳斎 (1867)
- 原市之進 (1867)
- 赤松小三郎 (1867)
- 坂本龍馬 (1867) - 近江屋事件
- 中岡慎太郎 (1867) - 近江屋事件、事件2日後に死亡。
- 伊東甲子太郎 (1867) - 油小路事件
- 藤堂平助 (1867) - 油小路事件
- 松濤権之丞 (1868)
- 世良修蔵 (1868)
- 横井小楠 (1869)
- 大村益次郎 (1869)
- 広沢真臣 (1871)
- 大楽源太郎 (1871)
- 大久保利通 (1878) - 紀尾井坂の変
- 森有礼 (1889) - 西野文太郎に殺害された。
- 星亨 (1901) - 伊庭想太郎に殺害された。
- 伊藤博文 (1909) - 伊藤博文暗殺事件。
- 安田善次郎 (1919) - 朝日平吾に殺害された。
- 原敬 (1921) - 原敬暗殺事件
- 大杉栄 (1923) - 甘粕事件
- 伊藤野枝 (1923) - 甘粕事件
- 山本宣治 (1929) - 黒田保久二に殺害された。
- 濱口雄幸 (1931) - 佐郷屋留雄に襲撃され、襲撃の9か月後に死亡。
- 白川義則 (1932) - 上海天長節爆弾事件
- 井上準之助 (1932) - 血盟団事件
- 団琢磨 (1932) - 血盟団事件
- 犬養毅 (1932) - 五・一五事件
- 武藤山治 (1934) - 別邸の門前で銃撃され、翌日に死亡。
- 永田鉄山 (1935) - 相沢事件
- 斎藤実 (1936) - 二・二六事件
- 高橋是清 (1936) - 二・二六事件
- 渡辺錠太郎 (1936) - 二・二六事件
- 松尾伝蔵 (1936) - 二・二六事件
- 浅沼稲次郎 (1960) - 浅沼稲次郎暗殺事件
- 本多延嘉 (1975) - 中核派書記長内ゲバ殺人事件
- 竹中正久 (1985) - 山一抗争で殺害された。
- 中山勝正 (1985) - 山一抗争で殺害された。
- 坂本堤 (1989) - 坂本堤弁護士一家殺害事件。同居していた妻子も殺害された。
- 丹羽兵助 (1990) - 陸上自衛隊守山駐屯地で首をナイフで刺され、翌月に亡くなった。
- 五十嵐一 (1991) - 悪魔の詩訳者殺人事件
- 山村新治郎（11代目）(1992) - 精神疾患を患った次女に出刃包丁で刺され死亡。
- 村井秀夫 (1995) - 村井秀夫刺殺事件。前述の坂本事件の実行犯の一人。
- 宅見勝 (1997) - 宅見若頭射殺事件
- 弘田憲二 (2002)- 中野会副会長射殺事件
- 石井紘基 (2002) - 石井紘基刺殺事件
- 伊藤一長 (2007) - 長崎市長射殺事件
- 山口剛彦 (2008) - 元厚生事務次官宅連続襲撃事件。夫人も殺害された。
- 大東隆行 (2013) - 王将社長射殺事件
- 安倍晋三 (2022) - 安倍晋三銃撃事件

### ネパール
- ラナ・バハドゥル・シャハ（1806）
- ビレンドラ・ビール・ビクラム・シャハ（2001）

### ハイチ
- ジョブネル・モイーズ（2021）

### パキスタン
- ベーナズィール・ブットー（2007）
- サルマン・タシール（2011）
- ウサーマ・ビン・ラーディン（2011）

### パレスチナ
- アブ・アリ・ムスタファ（2001）
- アフマド・ヤースィーン（2004）
- アブドゥルアズィーズ・アッ＝ランティースィー（2004）
- ニザール・ラヤーン（2009）
- サイード・シヤーム（2009）
- アフマド・アル＝ジャアバリー（2012）
- ムハンマド・アブー・シャンマラ（2014）
- ラアド・アッタール（2014）
- ムハンマド・バルフーム（2014）
- ムハンマド・デイフ（2024）
- イスマーイール・ハニーヤ（2024）

### フィリピン
- ベニグノ・アキノ（1983）

### フランス
- フランク王キルデリク2世（675）
- オルレアン公ルイ（1407）
- ブルゴーニュ公ジャン1世（1419）
- ギーズ公アンリ1世（1588）
- フランス王アンリ3世（1589）
- フランス王アンリ4世（1610）
- ジャン＝ポール・マラー（1793）
- シャルル・ピシュグリュ（1804）
- シャルル・フェルディナン・ダルトワ（1820）
- カルノー（1894）
- ジャン・ジョレス（1914）
- ポール・ドゥメール（1932）
- ルイ・バルトゥー（1934）

### ブルガリア
- ゲオルギー・マルコフ（1978）

### ブラジル
- シコ・メンデス（1988）

### ブルンジ
- シプリアン・ンタリャミラ（1994）

### マルタ
- ダフネ・カルーアナ・ガリジア（2017）

### 南アフリカ共和国
- ヘンドリック・フルウールト（1966）
- ユージン・テレブランシュ（2010）

### ミャンマー
- アウンサン（1947）

### メキシコ
- フランシスコ・マデロ（1913）
- エミリアーノ・サパタ（1919）
- ベヌスティアーノ・カランサ（1920）
- パンチョ・ビリャ（1923）

### ユーゴスラビア
- アレクサンダル1世 (セルビア王)（1903）
- アレクサンダル1世 (ユーゴスラビア王)（1934）
- ゾラン・ジンジッチ（2003）

### ルーマニア
- ドゥカ（1933）
- コドレアヌ（1938）
- カリネスク（1939）

### ルワンダ
- ジュベナール・ハビャリマナ（1994）

### レバノン
- バシール・ジェマイエル（英語版）（1982）
- ラフィーク・ハリーリー（2005）

### ロシア・旧ソビエト社会主義共和国連邦
- ピョートル3世（1762）
- パーヴェル1世（1801）
- アレクサンドル2世（1881）
- ニコライ・ボブリコフ（1904）
- セルゲイ・アレクサンドロヴィチ大公（1905）
- ピョートル・ストルイピン（1911）
- グリゴリー・ラスプーチン（1916）
- セルゲイ・キーロフ（1934）
- レフ・トロツキー（1940）
- アミール・ハッターブ（2002）
- アフマド・カディロフ（2004）
- アンナ・ポリトコフスカヤ（2006）
- ボリス・ネムツォフ（2015）
- アンドレイ・カルロフ（2016） - アンドレイ・カルロフ暗殺事件
- デニス・ボロネンコフ（2017）
- ダリア・ドゥギナ（2022） - ダリア・ドゥギナの暗殺
- ウラドレン・タタルスキー（2023）
- イゴール・キリロフ（2024）